# Barotraumatismo
Un barotraumatismo, también conocido como barotrauma, es el daño físico causado a los tejidos del cuerpo humano por una diferencia de presión entre el espacio aéreo al interior o junto al cuerpo y el gas o líquido que lo rodea. La relación entre presión y volumen la define la ley de Boyle.
Suele producirse en los espacios de aire cuando se traslada un cuerpo desde un entorno de mayor presión a uno de menor presión, como cuando un submarinista, un buceador de estilo libre o un avión de pasajeros sube o desciende.
El daño en los tejidos del cuerpo se produce porque los gases son compresibles y los tejidos no lo son. Durante el aumento de la presión ambiental, el interior del cuerpo proporciona a los tejidos circundantes poco apoyo para resistir la mayor presión externa. Durante la disminución de la presión atmosférica, la mayor presión del gas dentro del cuerpo causa daños a los tejidos circundantes en caso de que la presión se vuelva insostenible y el gas deba escapar.

## Causas

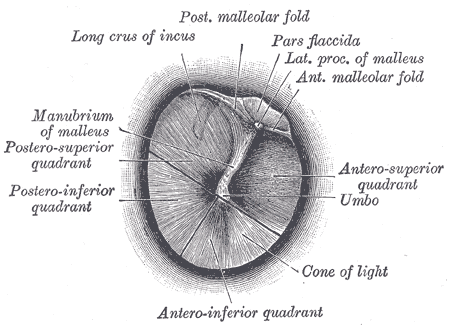
Tímpano.

El oído medio es un lugar estrecho con aire circundante, situado entre el tímpano y el oído interno. El tímpano se mueve como consecuencia de las vibraciones del aire que llega a través del canal auditivo externo. Los movimientos de su membrana se transmiten al oído interno por medio del movimiento de los huesos del oído medio. Para que esto suceda, la presión del aire debe ser igual a ambos lados del tímpano. Las diferencias de presión del aire circulante empujan al tímpano hacia dentro o hacia fuera. Para evitar su ruptura, existe la trompa de Eustaquio, que conecta el oído con la rinofaringe, por donde el aire puede entrar o salir manteniendo la presión constante. 
El barotraumatismo también afecta a los pulmones de los buzos ya que ellos deben adaptarse a las presiones crecientes del descenso en el agua, incrementando la presión interna en los pulmones para crear una compensación que mantenga controlada ambas presiones. Si el buzo sube de manera abrupta a la superficie, esa presión interna es descompensada, pudiendo dañar los pulmones.

## Tipos de daño
Algunos ejemplos de órganos o tejidos dañados fácilmente por barotrauma son:
- Oído medio (barotitis o aerotitis).[2]
- Senos paranasales[1] (causando aerosinusitis)
- Pulmones[1]
- Piel[1] (si se lleva un traje de buceo que crea un espacio de aire)
- Huesos[1] (necrosis ósea y lesión del lóbulo temporal)

## Barotraumatismo de buceo

### Barotraumatismo pulmonar
El daño en los buceadores es generalmente causado por la espiración e inspiración en la ascensión. El ambiente submarino aumenta la presión al cuerpo, causando que la presión en los pulmones sea mayor ampliándolos pudiendo causar heridas internas. En los pulmones no se siente el dolor cuando más expandidos están, evitando que el buceador se alerte para evitar la lesión. El problema sólo se produce si un soplo de aire comprimido se toma en profundidad, que a continuación, expanda en ascenso aún más el volumen pulmonar.

### Causas
En el buceo, las diferencias de presión necesarias para hacer que ocurra el barotraumatismo provienen de dos fuentes:
- Descensos y ascensos en el agua: Hay dos componentes que afectan a la presión que actúan sobre el cuerpo: la presión atmosférica (1 atm al nivel del mar)y la presión del agua o presión hidrostática que aumenta 1 atm cada 10 metros de profundidad. Un descenso a 10 metros bajo el agua aumenta la presión 1 atm con respecto a la presión en superficie, por tanto, a esta profundidad el buceador está aguantando 2 atm en total.
- Presión del aire pulmonar: Al respirar los pulmones toman el aire a la misma presión que la presión externa. Por lo tanto, un buzo de estilo libre puede sumergirse hasta 10 metros y subir con seguridad sin exhalar, porque el gas en los pulmones ha sido inhalado a la presión atmosférica y los órganos respiratorios solo sufrirán una leve reducción de volumen que se recuperará al volver a subir a superficie.

Sin embargo, en el buceo autónomo, el aire inhalado se toma también a la presión externa gracias al regulador. Por tanto, normalmente, la presión interna del pulmón se iguala con la externa al respirar del regulador. Los barotraumatismos a nivel pulmonar se producen cuando el buceador cierra sus vías respiratorias; en este caso, si toma aire a 10 m (2 atm) y asciende con las vías respiratorias cerradas a superficie (1 atm) la presión interna será mayor que la externa, generando un empuje que no es frenado por esta presión exterior y que por lo tanto puede sobreexpandir el pulmón generando lesiones.

### Prevención y tratamiento
Barotraumatismo de buceo puede evitarse mediante la eliminación de cualquier diferencia de presión que actúe sobre el tejido u órgano y que pueda provocar lesiones. Hay una variedad de técnicas:
- Los espacios de aire en los oídos y los senos paranasales: Se corre el riesgo de ruptura del tímpano. Aquí, el buceador puede usar la maniobra de Valsalva, para dejar escapar el aire en el oído medio a través de los tubos de Eustaquio.
- Los pulmones: Se corre el riesgo de neumotórax. Para igualar las presiones, siempre se debe respirar normalmente y nunca sostenga la respiración.
- El aire dentro de máscara de buceo afecta a los ojos y la nariz: El principal riesgo es el sangrado alrededor de los ojos por la presión negativa o el enfisema orbital de alta presión. En este caso, dejar que entre aire en la máscara a través de la nariz.
- Espacios de aire dentro de un traje. El riesgo principal es que en los pliegues de la piel se produzcan pellizcos dentro de los pliegues del traje. Los trajes más modernos tienen una conexión al tubo de alimentación de aire en el cilindro. El aire debe ser inyectado en el ascenso y el descenso.

Tras el barotraumatismo de los oídos o los pulmones, no debe sumergirse de nuevo hasta ser autorizado por un médico, periodo que puede tomar muchos meses.

## Barotraumatismo por ventilador mecánico

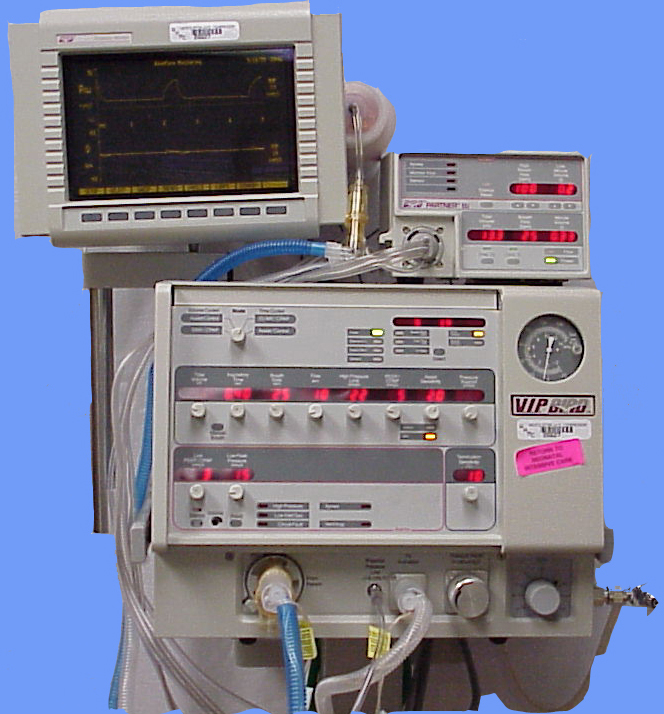
Ventilador mecánico.

La ventilación mecánica puede llevar a barotrauma de los pulmones. Esto puede deberse a:
- La presión absoluta a utilizarse para ventilar los pulmones no es la correcta.
- Diferencias de presión asociadas a los rápidos cambios en velocidad del gas.

La rotura resultante alveolar puede dar lugar a neumotórax, Enfisema intersticial pulmonar y neumomediastino.